# 上田和寛
上田 和寛（うえだ たかひろ、1978年10月27日 - ）は、シンガーソングライター、フォークデュオ「TANEBI」のギター・ボーカリスト。大阪府枚方市出身。

## 略歴
1978年10月27日 - 大阪府枚方市出身。三人兄弟の末っ子として生まれる。

兄が二人（7歳差と2歳差）とも音楽家だったため兄の部屋には洋楽邦楽問わずレコードやCDが沢山あり、暇さえあればそれらを聴いていた。

ピアノやギターも教えてくれた兄二人の影響は大きい。小学三年生の頃から歌うことが大好きになり、毎日大声で歌いながら犬の散歩をしていたので近所では有名だったそう。

1999年 - 兄次男からバンドの誘いがあり「BOOBY HEAD」として活動を始め、これをきっかけに音楽の道を歩み始める。

2003年 - 「リフレイン」を結成。数々の音楽賞を獲得。芸能事務所アミューズからデビューの声がかかるが、当初はまだ覚悟がなく、チャンスを逃す。

2010年 - 本田健さんの著作「ユダヤ人大富豪の教え」を読んで感銘を受け、次の日にそれまで勤めていた会社の所長に『音楽で生きていきます』と伝えサラリーマンを辞め、シンガーソングライターとして活動を本格化させる。

2011年 - 年間200日以上のストリートライブをこなしCDの売り上げだけで生計を立てる。CDが売れない時はスナックなどで流しをしていた。

2012年 - ストリートで各ライブの手売りチケットを1000枚以上売り上げ、大阪城野外音楽堂やZepp Nambaでのワンマンライブを大成功に収める。

2013年2月 - 上京しそれまで交流のあった作家・杉山勝彦と5月にユニット「USAGI」を電撃結成。ギター・ボーカルを務める。

2014年1月 - 杉山勝彦とのユニット「USAGI」として、シングル「イマジン」でユニバーサルミュージックよりメジャーデビュー。

ニッポン放送の看板番組「オールナイトニッポン0」のパーソナリティ抜擢や、葉加瀬太郎主催の情熱大陸ライブなど数々の大型イベントに出演。

サッカーJ１リーグ・ジュビロ磐田のシーズンタイアップアーティストとして異例の2年連続抜擢される。

2016年 - 所属事務所からの独立を機にフォークデュオ名を「TANEBI」と改め、現在は地元の大阪府枚方市に在住し大阪と東京を拠点に音楽活動を行う。

2019年 - 故郷である大阪府枚方市公認の枚方市テーマソング「この街が好き」をTANEBIとして制作し枚方市PR大使も務める。

## ディスコグラフィ

### アルバム
| 発売日         | タイトル     | 収録曲 |
| -------------- | ------------ | --- |
| 2009年12月11日 | CHANGE       | 1. 光 2. 雪街 3. CHANGE 4. ミチシルベ 5. ロビンソン（cover） 6. 無限MAP 7. 当たり前じゃないってこと 8. プロペラ |
| 2011年6月27日  | Familication | 1. 中身のない宝箱 2. 雪街 3. 帰ったあとで 4. 消えない明かり 5. distance love 6. 手紙 7. いま僕にできること      |